# Li Fabin
Li Fabin (n. 15 ianuarie 1993, Nan'an⁠(d), Fujian, Republica Populară Chineză) este un halterofil ce a reprezentat Republica Populară Chineză, medaliat olimpic. A participat la o ediție a Jocurilor Olimpice (2020) în care a câștigat o medalie de aur.

## Participări
Lista de mai jos prezintă principalele competiții la care a participat Li Fabin de-a lungul carierei.
- Haltere la Jocurile Olimpice de vară din 2020 - masculin 61 kg[2]